# Депо Київського трамвая
Відкриття руху кінного трамвая у Києві викликало необхідність збудувати спеціально обладнані стайні для коней та ангари для зберігання вагонів. Оці стайні і перетворилися з часом на повноцінні трамвайні депо.

## Сучасні депо
Сьогодні у Києві є три трамвайні депо:
- Дарницьке трамвайне депо (вулиця Павла Усенка, 6) — обслуговує маршрути №№ 4, 5, 8, 22, 23, 27 (28д), 28, 29, 32, 33, 35; експлуатує вагони Tatra T3, Tatra-T6B5, T3UA-3, К-1.
- Подільське трамвайне депо (вулиця Фрунзе, 132) — обслуговує маршрути №№ 11, 12,  14, 15, 16, 17,  18,19; експлуатує вагони Tatra T3. Депо утворене у 2005 році шляхом об'єднання 2 депо імені Красіна та Лук'янівського. Розташоване на території колишнього Депо імені Красіна.
- Трамвайне депо імені Шевченка (проспект Академіка Корольова, 7) — обслуговує Київський швидкісний трамвай (маршрути 1, 2, 3); експлуатує вагони Tatra T3, Tatra-T6B5, K3R-N, К-1, К-1М8, К-1М, Богдан TR843, 71-154М. До 2005 року депо знаходилося на Новій Забудові.

## Трамвайні депо, що існували в минулому
- Олександрівський парк (був найпершим депо електричного трамвая; існував з 1892 по 1904 року);
- Кузнечний парк (заснований 1894 р., згодом - депо імені Шевченка, 2005 р. перенесений на Південну Борщагівку);
- Лук'янівський парк (заснований 1892 року, електрифікований у 1895-96 роках, ліквідований 2005 р.);
- Васильківський парк (збудований 1891 р.; з 1906 року перетворений на трамвайні майстерні; згодом-КЗЕТ, перенесений на територію Подільського депо 2005 року);
- Горенське депо парового трамвая (за призначенням працювало з 1900 по 1904 роки, поки не електрифікували лінію в Пуща-Водицю; згодом епізодично використовувалося до 1960-х років);
- депо Святошинського трамвая (існувало у 1898—1923 роках);
- депо Деміївського трамвая (існувало у 1908—1918 роках);
- депо Дарницького трамвая (Слобідський парк; існував у 1912—1941 роках);
- вантажне депо у Совському тупику (існувало з 2-ї половини 1920-х до 1970-х років).